# Region Tōkai
Region Tōkai (jap. 東海地方 Tōkai Chihō; dosł.: region "wschodnie morze") – podregion regionu Chūbu w środkowej Japonii. Nazwa wywodzi się z okresu Edo, od Tōkaidō ("droga wschodniego morza") jednego z pięciu głównych szlaków tego okresu.

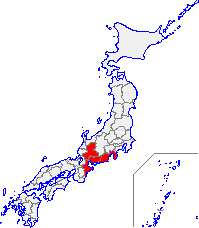
Region Tōkai

Skład tego regionu nie jest do końca jasny, różni się w zależności od kryteriów. Z punktu widzenia geografii w skład regionu wchodzą prefektury Shizuoka, Aichi, Mie i południowa część Gifu. Z punktu widzenia ekonomii prefektury Aichi, Mie i południowa część Gifu tworzą przemysłowy region Chūkyō. według jeszcze innych podziałów region ten sięga aż do Yokohamy i Tokio.